# Andrea Corr
Andrea Jane Corr (Dundalk, 17 mei 1974) is een Ierse zangeres en actrice. Zij is het jongste lid van The Corrs, waarin ze de leadzangeres is en tevens de tinwhistle bespeelt (een klein, dun fluitje). Ze heeft twee oudere zussen, Sharon Corr en Caroline Corr, en een oudere broer, Jim Corr.
Vroeger was Andrea Corr een groot fan van Prince. Verder luisterde ze naar Supergrass. Voor The Corrs populair werden speelde ze met haar zussen en broer in de Ierse film The Commitments als Sharon Rabbitte. Ook speelde Corr mee in de film Evita als de minnares van Juan Perón.
In 2007 vervaardigde Andrea tijdens een pauze van The Corrs haar eerste album, Ten Feet High. Ze schreef het geheel zelf, op het nummer Take Me I'm Yours van Squeeze na. De plaat werd geproduceerd door Nellee Hooper; executive producer Bono. Op dit album zong zij niet alleen, maar bespeelde ze ook de piano, wat te zien was in een speciaal geproduceerde EPK.
Andrea speelde in verscheidene (kleinere) films.

## Persoonlijk leven
Andrea is gehuwd met Brett Desmond, zoon van multimiljonair Dermot Desmond. Zij zijn gehuwd in de St. Joseph's Church in Milltown Malbay, County Clare op 21 augustus 2009.